# 山下敏成
山下敏成（日语：／ Yamashita Toshinari，2月24日—2024年10月1日），日本男性動畫師、人物設計師。ZERO-G所屬。

## 參加作品

### 電視動畫
1990年
- 偶像天使陽子（原畫）

1994年
- BOUNTY DOG/獵殺月球（日语：BOUNTY DOG/月面のイブ）（原畫）
- 魔天戰神（機械作畫監督）
- 幸運超人（—1995年，原畫）

1995年
- 獸戰士卡爾基巴（日语：獣戦士ガルキーバ）（機械作畫監督）
- 夢幻遊戲（原畫）
- 天地無用！(根岸弘版)（OP動畫）

1996年
- 超者萊汀（日语：超者ライディーン）（原畫[1]）

1997年
- 爆笑吸血鬼'99（—1998年，OP動畫）

1998年
- 魔法陣都市（OP動畫）
- 時空轉抄納斯卡（作畫監督補、原畫）

1999年
- 亞克傳承（原畫[1]）

2001年
- 電腦冒險記Web潛水員（—2002年，設計協力、原畫）

2002年
- 灰羽連盟（作畫監督）

2003年
- 死體兵（日语：ダイバージェンス・イヴ）（人物設定、總作畫監督[2]）

2004年
- 美崎紀事 ～死體兵～（日语：ダイバージェンス・イヴ）（人物設定、總作畫監督[3]）

2005年
- 蒼穹之戰神（原畫）
- 絕對正義VS外道少女隊（日语：あかほり外道アワーらぶげ）（原畫）
- 漫畫派對Revolution（作畫監督、原畫）

2006年
- 聲優白皮書（OP動畫、作畫監督）
- LEMON ANGEL PROJECT（日语：LEMON ANGEL PROJECT）（分鏡協力）
- 妖逆門（—2007年，SP原畫、OP&ED分鏡&演出&原畫）

2007年
- 奔向地球（原畫）
- 暗夜魔法使 The ANIMATION（原畫）

2008年
- 鋼鐵新娘（原畫）

2009年
- 銀魂（原畫[1]）
- 簡單易懂的現代魔法（OP分鏡&原畫）
- 肯普法（ED分鏡&原畫）

2010年
- B型H系（OP分鏡&演出&原畫）
- 嬌蠻貓娘大橫行（原畫）
- 更多出包王女（作畫監督、OP原畫）
- 緣之空（原畫）
- 侵略！花枝娘（原畫[1]）

2011年
- Rio RainbowGate！（原畫）
- 這樣算是殭屍嗎？（原畫）
- 我們沒有翅膀（ED2原畫）
- 變研會（ED原畫）
- A頻道（原畫）
- 戰國少女 ～桃色異傳～（原畫）
- 沉默的森田同學。（人物設定[4]、分鏡、演出、作畫監督）
- 沉默的森田同學。2（人物設定[5]、作畫監督）

2012年
- 寶石寵物 Kira☆Deco！（作畫監督、原畫）
- 直笛與背包♪（分鏡）

2013年
- 小鎮有你（作畫監督）
- Walkure Romanze 少女騎士物語（OP動畫）

2014年
- 魔法科高中的劣等生（作畫監督、原畫[1]）

2015年
- 俺物語!!（作畫監督、原畫）
- 櫻子小姐的腳下埋著屍體（作畫監督、原畫）

2016年
- 野球少年（作畫監督、作畫監督協力、原畫）

2017年
- 怪怪守護神（作畫監督協力、原畫）
- 跳水男孩（作畫監督、作畫監督協力、原畫）

2019年
- 同居人時而在腿上，時而跑到腦袋上。（作畫監督）

2020年
- 別對映像研出手！（原畫[1]）

2022年
- 理科生墜入情網，故嘗試證明。r=1-sinθ（作畫監督）

2023年
- 異世界悠閒農家（作畫監督）
- 冰屬性男子與無表情女子（分鏡、作畫監督）

### 電影動畫
1996年
- 天地無用！in LOVE（原畫）

1998年
- 機動戰艦撫子號 -黑暗王子-（原畫）

2000年
- 數碼寶貝大冒險02 前篇：數碼寶貝颶風登陸!!／後篇：超絕進化!! 黃金的數碼裝甲（原畫）

2010年
- Fate/stay night Unlimited Blade Works（原畫）
- 破刃之劍（原畫）

2014年
- Pokemon the movie XY 破壞之繭與蒂安希（原畫）

### OVA
1993年
- JoJo的奇妙冒險（—1994年，原畫）
- 妖世紀水滸傳 -魔星 降臨-（日语：妖世紀水滸伝）（原畫）
- Rance（OP動畫）

1995年
- 機械女神R（—1996年，原畫）

1996年
- BURN-UP W（人物設定、總作畫監督）
- 爆笑吸血鬼（原畫）

1997年
- 超光速Grandoll（日语：超光速グランドール）（人物設定、設計工作、總作畫監督）

1999年
- 菜菜子解體診書（—2000年，人物設定[1]、總作畫監督）

2001年
- 真蓋特機器人對NEO蓋特機器人（原畫）

2005年
- 櫻花大戰 新巴黎（日语：サクラ大戦 ル・ヌーヴォー・巴里）（原畫）

2009年
- 暮蟬悲鳴時禮（原畫）

2011年
- T.P.櫻.～時空樹防衛戰～（日语：T.P.さくら 〜タイムパラディンさくら〜）（ED原畫）
- 暮蟬悲鳴時煌（原畫）

### 網路動畫
2020年
- 座敷童子榻榻米醬（日语：ざしきわらしのタタミちゃん）（人物設定、作畫監督[6]）

### 遊戲
1997年
- 超光速Grandoll（日语：超光速グランドール）（人物設定）

### 插圖
- 菜菜子解體診書（小說／封面插圖）
- 死體兵（日语：ダイバージェンス・イヴ）（小說／封面插圖、頁首插畫）
  - 死體兵「美ALIVE」（漫畫／負責作畫 ※伊魔崎齋（日语：いまざきいつき）負責標題）
- 恐龍拳士龍子（小說／插畫）
- 絕對正義VS外道少女隊 日常繪卷（日语：あかほり外道アワーらぶげ）（小說／插畫）
- Rance（小說／插畫）

## 腳註